# Asplenium khaniense
Asplenium khaniense är en svartbräkenväxtart som beskrevs av Patrick J. Brownsey och Jermy. Asplenium khaniense ingår i släktet Asplenium och familjen Aspleniaceae. Inga underarter finns listade.